# Kavalierstart
Ein Kavalierstart oder Kavaliersstart (auch Angeberstart oder Ampelstart genannt) ist ein besonders schneller und auffälliger Start mit einem Fahrzeug. Der Begriff leitet sich aus einer Zeit ab, als der berittene Soldat (Kavalier, frz. chevalier) seinem Ross die Sporen gab und davonstürmte.

## Straßenverkehr
Unter Kavalierstart versteht man bei Kraftfahrzeugen das Anfahren mit durchdrehenden oder quietschenden Reifen. Dabei kann es je nach Fahrzeug und Untergrund zu erheblicher Lärm- und Qualmentwicklung kommen. Immer wieder tauchten im Automobilbau Techniken auf, die den schnellen Start bedienten, etwa das aus dem Autorennsport stammende und auch in einigen Sportwagen verfügbare Launch Control. Jedoch legt gerade die Fahrwerks- und Schaltbehandlung der Launch Control-Technik auf einen möglichst unauffälligen Start ohne durchdrehende Reifen wert.
Nach der deutschen StVO sind gemäß § 30 Absatz 1 Satz 1 bei Benutzung von Fahrzeugen unnötiger Lärm und vermeidbare Abgasbelästigungen verboten. Da bei einem Kavalierstart aufgrund quietschender Reifen eine vermeidbare Lärmimmission entsteht, stellt dieser somit eine Ordnungswidrigkeit dar. Hierfür ist nach dem „Bundeseinheitlichen Bußgeldkatalog“ eine Verwarnung mit einem Bußgeld mit einem Regelsatz in einer Höhe von 80 € vorgesehen.
Kommt es infolge eines Kavalierstartes sogar zu einem  Verkehrsunfall, so muss der so Startende im Falle eigenen Schadens oftmals für die entstehenden Kosten selbst aufkommen, da die Versicherungen von der Leistung freigestellt werden.
Unter anderer Zielsetzung und in abgewandelter Form wird bei der Fahrzeugerprobung ein solches Startverhalten gezielt angewendet, → Artikel: Knallstart.

## Segelflug
Als Kavalierstart bezeichnet man in der Segelfliegerei einen Windenstart, bei dem das Flugzeug nach dem Abheben sofort steil angestellt wird, anstatt dass es erst mit zunehmender Höhe sukzessive in die endgültige Steigfluglage gebracht wird.
Da beim Kavalierstart ein sehr großer Anstellwinkel auftritt, besteht die akute Gefahr eines Strömungsabrisses mit anschließendem Kontrollverlust, der wegen der zu diesem Zeitpunkt geringen Flughöhe kaum noch korrigiert werden kann.
Obwohl in der Ausbildung großer Wert auf die Sensibilisierung für dieses Problem gelegt wird, ist der Kavalierstart immer wieder eine Unfallursache.